# 帕特里克·布莱克特
帕特里克·布莱克特，布萊克特男爵，OM，CH，FRS（英語：Patrick Blackett, Baron Blackett，1897年11月18日—1974年7月13日），英国物理学家，曾任英国皇家学会会长，1948年诺贝尔物理学奖获得者。他最大的榮譽是1965年被任命為皇家學會主席。月球上的布萊克特隕石坑就是以他的名字命名的。